# پاسکال پوآسون
پاسکال پوآسون (فرانسوی: Pascal Poisson‎؛ زادهٔ ۲۹ ژوئن ۱۹۵۸) دوچرخه‌سوار اهل فرانسه است.
از باشگاه‌هایی که در آن رکاب زده‌است می‌توان به لا وی کلر اشاره کرد.